# HD9919
HD9919 — хімічно пекулярна зоря спектрального класу F0, що має видиму зоряну величину в смузі V приблизно  5,6.
Вона  розташована на відстані близько 110,3 світлових років від Сонця.

## Фізичні характеристики
Зоря HD9919 обертається 
досить швидко 
навколо своєї осі. Проєкція її екваторіальної швидкості на промінь зору становить  Vsin(i)=117км/сек.